# Heaven's Prisoners
Heaven's Prisoners (bra: Prisioneiro do Passado) é um filme independente estadunidense, de 1996, dos gêneros drama, policial e suspense erótico, dirigido por Phil Joanou, roteirizado por Harley Peyton e Scott Frank, baseado no livro homônimo de James Lee Burke, música de George Fenton e estrelado por Alec Baldwin, Kelly Lynch, Mary Stuart Masterson, Teri Hatcher e Eric Roberts.
O filme estreou em quinto lugar, arrecadando US$ 2 308 797 em seu primeiro fim de semana, exibido em um total de 907 cinemas em seu lançamento. No entanto, o filme foi um fracasso de bilheteria, arrecadando apenas US$ 5 009 305, muito abaixo do orçamento de US$ 25 milhões. O filme também recebeu críticas negativas com uma classificação de 16% "podre" no Rotten Tomatoes com base em 19 avaliações. O desempenho de Teri Hatcher lhe rendeu uma dupla indicação ao Framboesa de Ouro de pior atriz coadjuvante por este filme e 2 Days in the Valley, mas perdeu para Melanie Griffith por Mulholland Falls.
O filme foi seguido por In the Electric Mist (2009), estrelado por Tommy Lee Jones como Dave Robicheaux. Na sequência, Robicheaux ainda vive em Louisiana e saiu da aposentadoria como detetive do xerife da paróquia de Iberia.

## Sinopse
A vida de um detetive retirado, fugindo ao alcoolismo, é alterada, após um acidente aéreo em que decide investigar as vítimas, levando-o a um traficante, antigo amigo de infância.[carece de fontes?]

## Elenco
- Alec Baldwin ....... Dave Robicheaux
- Kelly Lynch ....... Annie Robicheaux
- Mary Stuart Masterson ....... Robin Gaddis
- Teri Hatcher ....... Claudette Rocque
- Eric Roberts ....... Bubba Rocque
- Vondie Curtis-Hall ....... Minos P. Dautrieve (como Vondie Curtis Hall)
- Hawthorne James ....... Victor Romero
- Badja Djola ....... 	Batist
- Joe Viterelli ....... Didi Giancano
- Paul Guilfoyle ....... Detetive Magelli
- Don Stark ....... Eddie Keats
- Carl A. McGee ....... Toot
- Tuck Milligan ....... Jerry Falgout
- Samantha Lagpacan .......  Alafair
- Christopher Kriesa ....... Padre (como Chris Krisea)